# Ust'-Kalmanskij rajon
L'Ust'-Kalmanskij rajon (in russo Усть-Калманский район?) è un rajon del kraj dell'Altaj, nella Russia asiatica.